# Museu de História Natural do Funchal
Museu de História Natural do Funchal é um museu português, constituindo-se como o mais antigo do arquipélago da Madeira. Localiza-se no Palácio de São Pedro, uma das mais significativas obras da arquitetura civil portuguesa, de finais do século XVII, na Rua da Mouraria, no Funchal. Já existia como Museu Regional da Madeira desde 1929, mas foi inaugurado com a designação de Museu Municipal do Funchal (mais recentemente Museu Municipal do Funchal (História Natural)) oficialmente em 5 de outubro de 1933.

## Descrição
O museu está integrado no Departamento de Ciência da Câmara Municipal do Funchal, entidade que o tutela e financia.
Presentemente, encontram-se expostas 78 espécies de peixes, 247 de aves, 14 de mamíferos terrestres e marinhos, 3 de répteis marinhos, 152 de insetos e outros invertebrados, 19 espécies de plantas e uma representativa coleção de rochas e minerais do arquipélago, assim como de fósseis marinhos do Porto Santo. As coleções de estudo do museu atingem os mais de 41.166 exemplares.
Tendo por princípio o conhecimento da fauna, flora e geologia do arquipélago madeirense, o museu, desde a sua criação, evidenciou uma vertente regionalista, só apresentando espécies capturadas no arquipélago. Desenvolve ações de colheita de espécies do património natural madeirense e projetos de informação científica nos grupos zoológicos, botânicos e geológicos de modo a garantir um melhor conhecimento deste, assim como a sua divulgação. Realiza ainda ações de Educação Ambiental.
Por privilegiar uma vertente de investigação científica, publica desde 1945 o Boletim do Museu Municipal do Funchal, instrumento de divulgação científica da história natural da Madeira no mundo, mas também dos restantes arquipélagos da Macaronésia (Açores, Canárias e Cabo Verde). Desde 1990 foi acrescentado de um suplemento, com periodicidade irregular, destinado à publicação de grandes monografias ou atas de congressos e simpósios. Desde 1959 o museu publica, de uma forma não periódica, a revista Bocagiana, onde são descritas novas espécies para a ciência ou novos assinalamentos.
Atualmente, no edifício funcionam apenas o Museu, a sua Biblioteca Científica - uma biblioteca especializada constituída através da permuta com outras organizações -, o Jardim de Plantas Aromáticas e Medicinais e o Aquário Municipal.
O Jardim de Plantas Aromáticas e Medicinais tem cerca de 560 m2 e foi inaugurado no dia 5 de junho de 2000. Apresenta algumas dezenas de plantas medicinais e aromáticas e também plantas indígenas e endémicas do arquipélago (como a múchia-dourada, o funcho, o til, o vinhático, o sabugueiro-da-Madeira e a leituga).
O grande impulsionador e primeiro diretor do museu foi Adolfo César de Noronha, um naturalista madeirense que se dedicou ao estudo da Ictiologia, da Ornitologia, da Malacologia e da Carcinologia do arquipélago. Com a ação de Günther Maul, eminente taxidermista e cientista de origem alemã, que desempenhou a função de diretor entre 1943 e 1981, o museu passou a dispor de uma coleção cada vez maior de animais montados e outros espécimes biológicos e geológicos distribuídos ao longo de 6 salas.

## Palácio de São Pedro
Até a abertura do Museu de História Natural, o Palácio de S. Pedro desempenhou inúmeras funções ao longo da sua existência:
- Inicialmente foi residência dos Condes de Carvalhal, uma das famílias mais ricas da Madeira;
- Em 1882 e sob a direção de D. Carolina Sheffield funcionou o Hotel Sheffield;
- Em 1883, a irmã Mary Jane Wilson (fundadora da Congregação Franciscana de Nossa Senhora das Vitórias) estabeleceu ali a sede do Colégio de São Jorge;
- Em 1897, funcionou no mesmo espaço o Clube Internacional;
- Em 19 de setembro de 1929, após a sua compra pela Câmara Municipal do Funchal, passaram a funcionar ali a Biblioteca Municipal do Funchal, o Arquivo Regional da Madeira e o Museu Regional da Madeira.

À época, o Museu Regional da Madeira incluía peças de história natural, etnografia, arqueologia, arte etc. Poucos anos depois, o Museu passou-se a designar de Museu Municipal e, mais recentemente, foi acrescentado na sua denominação de (História Natural). Com o decorrer dos anos foi-se especializando na história natural, tanto nas suas exposições patentes e coleções como nas investigações que desenvolvia, e, progressivamente, as suas coleções de outra natureza foram tendo outros destinos, como o edifício dos Paços do Concelho (gravuras e quadros), os jardins do Museu Quinta das Cruzes (pedras tumulares), o Museu Etnográfico da Madeira e o Museu da Cidade do Açúcar.